# 张中庸
张中庸（1928年12月—2017年12月21日），陕西人，中国共产党党员，中华人民共和国官员。
1953年毕业于西北畜牧兽医学院，现从事兽医专业。主要从事遗传病理教学工作，1986年任教授，主持奶牛性别控制项目；此外主持对新疆Ll型自猪染色体畸变研究。曾任天津市人民政府咨询委员会委员、天津市西青区人大常委会原副主任、天津农学院教授等职务。2017年12月21在天津病逝。